# Métro d'Alexandrie
Le métro d'Alexandrie est un réseau métropolitain en projet en Égypte, où il doit relier la ville d'Alexandrie et celle d'Aboukir via une ligne de 22 kilomètres disposant de vingt stations.

## Histoire
En novembre 2023, un groupement d'entreprise incluant Colas Rail et Orascom Construction, remporte le marché du projet de construction du métro d'Alexandrie, d'1,3 milliard d'euros, mis en concurrence par la National Authority for Tunnels (NAT). Il s'agit de la création d'une ligne de métro reliant le centre-ville d'Alexandrie à Aboukir, longue de 22 kilomètres, avec 20 stations. Les deux entreprises doivent : « réaliser les études, la fourniture, l'installation, les essais et la mise en service de la voie ferrée, l'alimentation électrique, la signalisation, les télécommunications, les équipements de dépôt ainsi que l'intégration de l'ensemble des systèmes ferroviaires ».
Ce projet est soutenu par la Banque européenne dans le cadre de son programme « Ville Verte » pour limiter la circulation routière et ainsi « contribuer à la réduction des émissions de gaz à effet de serre dans cette ville de 5 millions d’habitants ».